# Carigradski hipodrom
Carigradski hipodrom ili Konstantinov hipodrom (turski:  Sultanahmet Meydanı ili At Meydanı, tj. "Trg sulatana Ahmeda" ili "Konjski trg") je bivši hipodrom i kulturno središte Konstantinopola (Istanbul) u današnjoj Turskoj. 
Riječ hipodrom dolazi od grčke riječi hippos ('ιππος), konj i riječi  dromos (δρομος), koja znači stazu, put, cestu. Konjske trke i trke dvokolica su bile omiljena zabava u starom vijeku te su bile čestim dijelom grčkih gradova u helenističko, starorimsko i bizantsko doba.
Hipodrom je dao izgraditi car Konstantin I. Veliki prilikom njegove obnove Bizanta 324. godine, na mjestu starijeg hipodroma iz vremena cara Septimija Severa (203.). Hipodrom je imao veličinu od 450 x 130 metara i mogao je primiti oko 100.000 posjetitelja odjednom. Carska loža (Kathisma) se nalazila na njenoj istočnoj strani i carska obitelj joj je imala izravan pristup tajnim tunelom iz Carske palače. Na njezinim sjevernim tribinama nalazila se skupina brončanih skulptura poznatih kao "Konji sv. Marka" koje su križari tijekom Četvrtog križarskog rata opljačkali i odnijeli u Veneciju, te se danas mogu vidjeti na pročelju bazilici sv. Marka. Osim njih, hipodrom je bio bogato ukrašen brojnim skulpturama bogova, careva i heroja, kao i purpurnim zastavama i rijetkim tapiserijama
Krivine oko kojih su skretale kočije su označene s dva egipatska obeliska, tzv. "Zidni obelisk" i Tutmozisov obelisk.
Hipodrom je bio središte društvenog života Konstantinopola i često su se političke stranke svrstavale u jednu od četiri navijačke skupine: Plavi (Venetoi), Zeleni (Prasinoi), Crveni (Rousioi) i Bijeli (Leukoi). Najveći sukob navijačkih skupina je prouzrokovao velike proteste poznate kao "Pobuna Nika" 532. godine u kojoj je stradalo oko 300.000 ljudi.
Nakon Četvrtog križarskog rata hipodrom je ostao ruina i nikada se nije oporavio. Nakon što su Konstantinopol osvojili Osmanlije, oni su ga koristili za cjelodnevne ceremonije kao što je bila procesija proslave rođenja sinova sultana Ahmeda III.
- Zmijski stup u prednjem planu. Obelisk Tutmozisa III. je u pozadini.
- Osnovica obeliska Tutmozisa III. koja prikazuje cara Teodozija I. kako daje lovorov vijenac pobjedniku s kathisme na hipodromu.
- Konstantinov obelisk.

## Vanjske poveznice
- Fotografije s pojašnjenjima
- Bizant 1200.| Hipodrome (engl.)